# Shadow Gallery
Shadow Gallery es una banda estadounidense de metal progresivo formada en Pensilvania. Compuesta por 6 integrantes, su nombre original era Sorcerer, luego modificado por Shadow Gallery (hogar de V en el cómic V for Vendetta de Alan Moore)
Solos virtuosos y estructuras complejas son algunas características esta banda, que a menudo es comparada con otros símbolos del metal progresivo, a ser Dream Theater, Queensrÿche, o Symphony X. Es conocida la colaboración entre esta banda y otras del género: Shadow Gallery participó en varios discos homenaje como Working Man (tributo a Rush) o Tales from Yesterday (tributo a Yes), y James LaBrie, cantante de Dream Theater, colaboró con ellos en su disco Tyranny, en la canción "I Believe".
Hasta ahora sólo son una banda de estudio, por lo cual no hacen presentaciones en vivo. El 17 de diciembre de 2009 la banda anuncia en su página web, que realizarán su primera presentación en vivo en el Crucero Triton Power junto a otras 9 bandas. Esta primera presentación en vivo se realizó del 30 de abril al 3 de mayo-2010.
El 29 de octubre de 2008, su vocalista Mike Baker, falleció de un ataque al corazón. Anuncio Oficial

## Discografía
- Shadow Gallery (1992)
- Carved in Stone (1995)
- Tyranny (1998)
- Legacy (2001)
- Room V (2005)
- Prime Cuts (2007)
- Digital Ghosts (2009)

## Formación
- Brian Ashland - Voz
- Gary Wehrkamp - Piano, guitarras, teclado, batería, coros.
- Brendt Allman - Guitarra, guitarra acústica, coros.
- Carl Cadden-James - Bajo, bajo fretless, flauta, coros.
- Joe Nevolo - Batería

### Exmiembros
- Kevin Soffera - Batería
- Chris Ingles - Teclados
- Mike Baker - Voz  (R.I.P.)